# Achille Murat
Pour les articles homonymes, voir Murat.
Titres
Prince héritier du royaume de Naples
1er août 1808 – 2 mai 1815
(6 ans, 9 mois et 1 jour)
Prince héritier du grand-duché de Berg
25 décembre 1805 – 1er août 1808
(2 ans, 7 mois et 7 jours)
Achille Charles Louis Napoléon Murat (en italien : Achille Carlo Luigi Napoleone Murat), prince héritier de Berg (1806-1808) puis prince royal de Naples (1808-1815) et enfin 2e prince Murat (1815-1847), est né le 21 janvier 1801 à l’Hôtel de Brionne à Paris, et mort le 15 avril 1847 dans sa résidence « Lipona », une plantation près de Waukeenah, située de nos jours dans le comté de Jefferson en Floride aux États-Unis. C’est une personnalité du Premier Empire.

## Famille
Le prince Achille est le fils aîné du maréchal Joachim Murat (1767-1815), grand-duc de Berg et de Clèves (1806-1808) puis roi de Naples (1808-1815), et de son épouse la princesse française Caroline Bonaparte (1782-1839).
Par sa mère, le prince Achille est donc le neveu de l’empereur des Français Napoléon Ier (1769-1821) et le cousin germain de l’empereur Napoléon III (1808-1873). Enfin, par son père, il est le cousin de Marie-Antoinette Murat (1793-1847), princesse de Sigmaringen par son mariage avec le prince Charles de Hohenzollern (1785-1853).
Le 12 juillet 1826, le prince Achille épouse, à Tallahassee en Floride, Catherine Daingerfield Willis (en), veuve Gray (comté de Jefferson, Floride, 17 août 1803 - comté de Jefferson, Floride, 6 août 1867), arrière-petite-nièce du président américain George Washington (1732-1799). Mais le mariage reste sans postérité et les titres du prince Achille sont transmis à son frère cadet, Lucien Murat (1803-1878).

## Biographie

Achille Murat en uniforme avec son frère, ses sœurs et sa mère Caroline Bonaparte, vers 1808. Tableau de François Gérard.

Fils aîné du maréchal-roi Joachim Murat et de son épouse Caroline Bonaparte, il est éduqué par le précepteur  peintre et graveur Claude-François Fortier. Il est emprisonné pendant plusieurs années en Autriche-Hongrie, d'abord près de Trieste puis au château de Frohsdorf, après la chute et l’exécution de son père, en 1815. En 1821, il quitte l’Europe pour les États-Unis et s’établit en Floride, comme propriétaire d'une plantation dans le comté de Tallahassee qu'il nomme « Lipona Plantation (en) », anagramme de « Napoli » (en français, Naples). Devenu citoyen américain et demeurant à Tallahassee, il intègre la milice locale puis s’engage dans l’armée américaine lorsque éclatent les guerres séminoles, ce qui lui vaut d’être nommé colonel.
Dans les mêmes moments, Achille Murat rencontre une arrière-petite-nièce du président George Washington, Catherine Daingerfield Willis, veuve Gray, qu’il épouse à Tallahassee le 12 juillet 1826. Le couple part alors pour La Nouvelle-Orléans, où le prince travaille comme avocat.

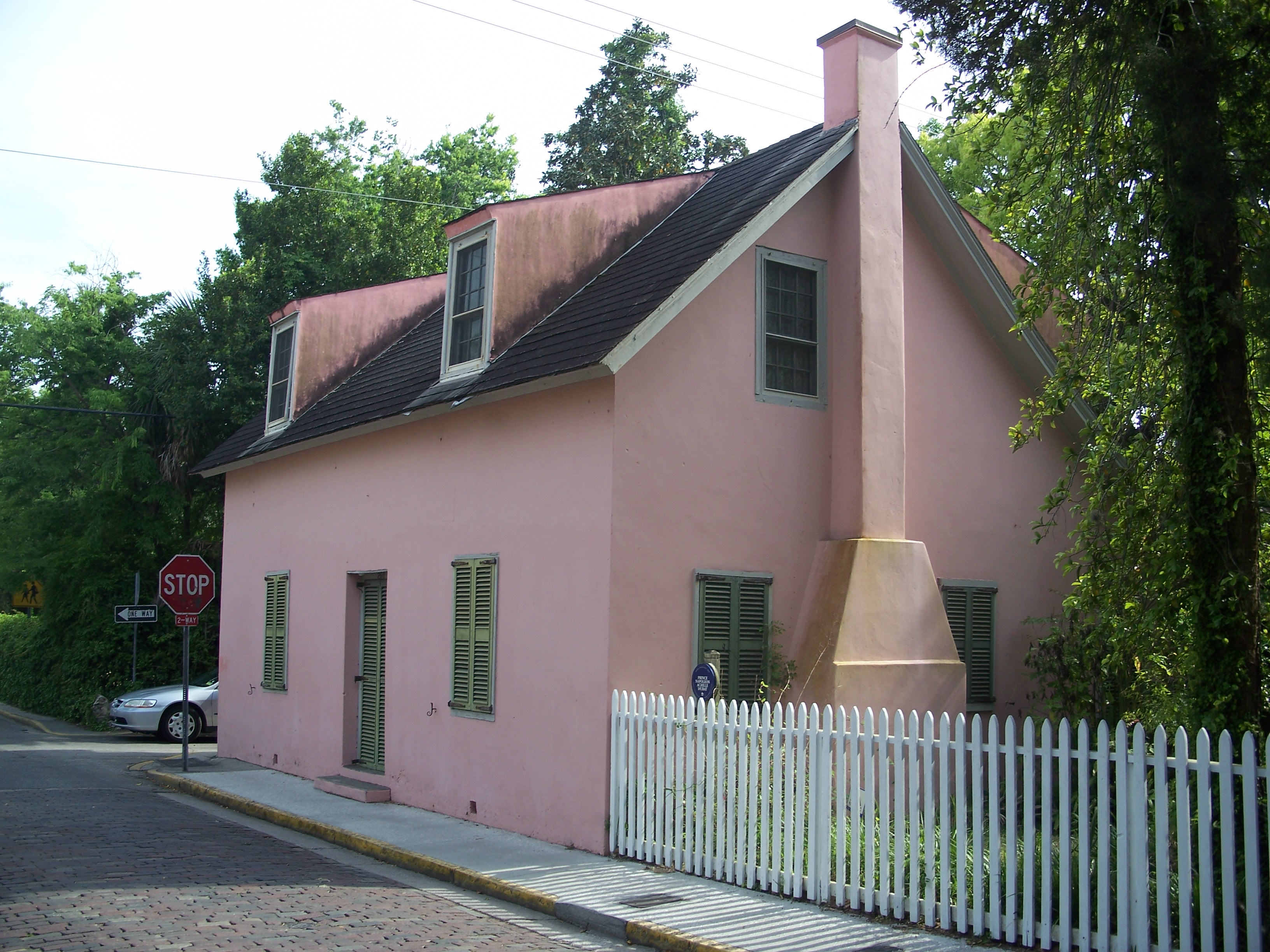
Maison du prince Achille Murat à Saint Augustine dans l'État de Floride.

Après la Révolution de juillet 1830, le prince Achille revient en Europe dans l’espoir de retrouver une partie de la fortune de ses parents. Il participe alors à la guerre d’indépendance belge et sert comme colonel aux côtés des insurgés. Mais, incapable de faire valoir ses droits sur l’héritage des Murat, il rentre aux États-Unis et revient vivre sur ses terres de Floride.
Le prince Murat trouve la mort en 1847, un an avant l’élection de son cousin Louis-Napoléon Bonaparte à la présidence de la République française. Il est enterré dans le cimetière de l’église épiscopalienne St. Johns de Tallahassee. N’ayant jamais eu d’enfant, le prince transmet ses titres à son frère cadet, le prince Lucien Murat.
Quelques années plus tard, la France étant redevenue un Empire, la veuve du prince Achille reçoit de Napoléon III une somme de 40 000 dollars ainsi qu’une confortable pension annuelle jusqu’à sa mort, en 1867.

Portraits
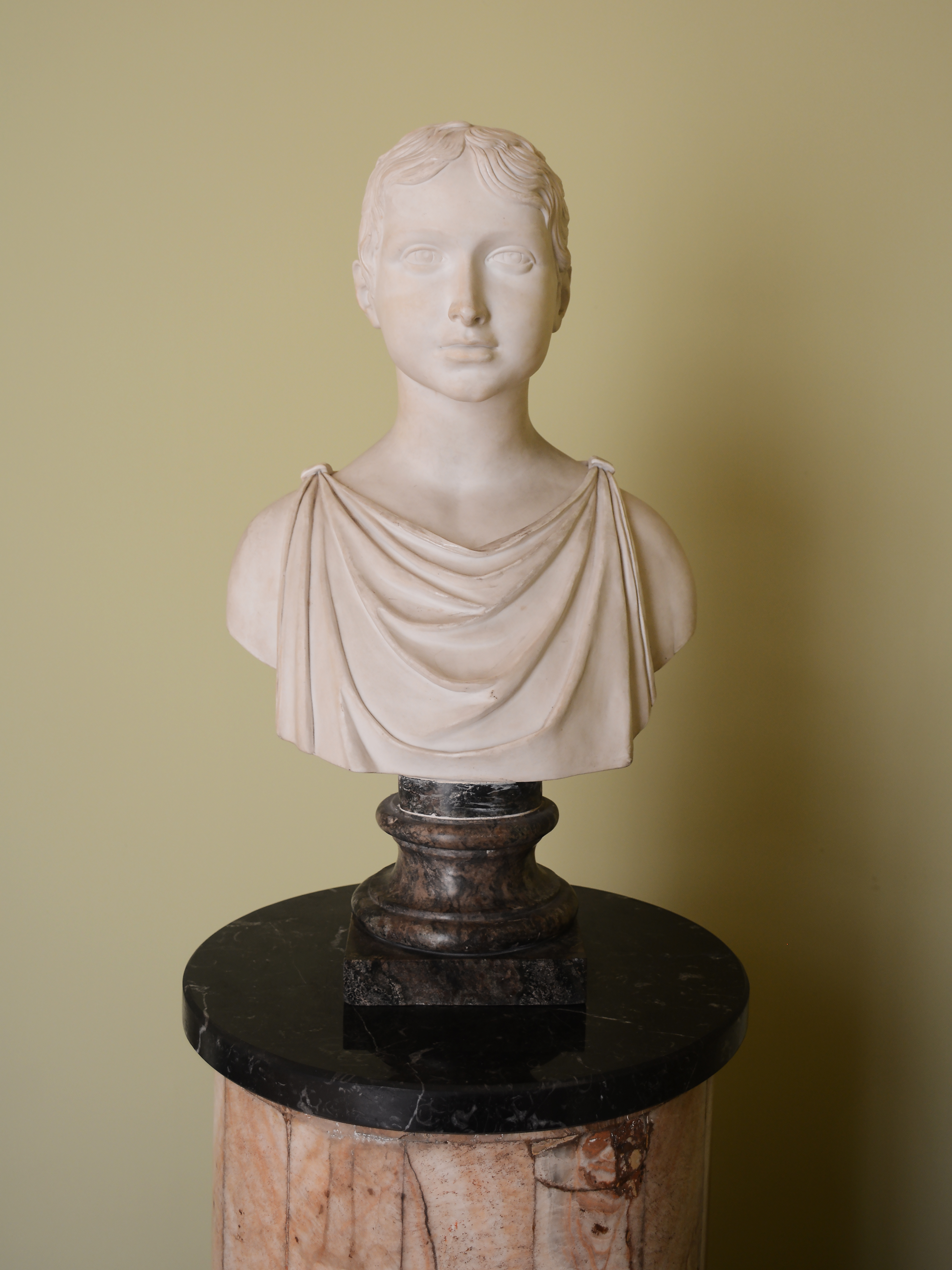
Buste du prince Achille Murat.
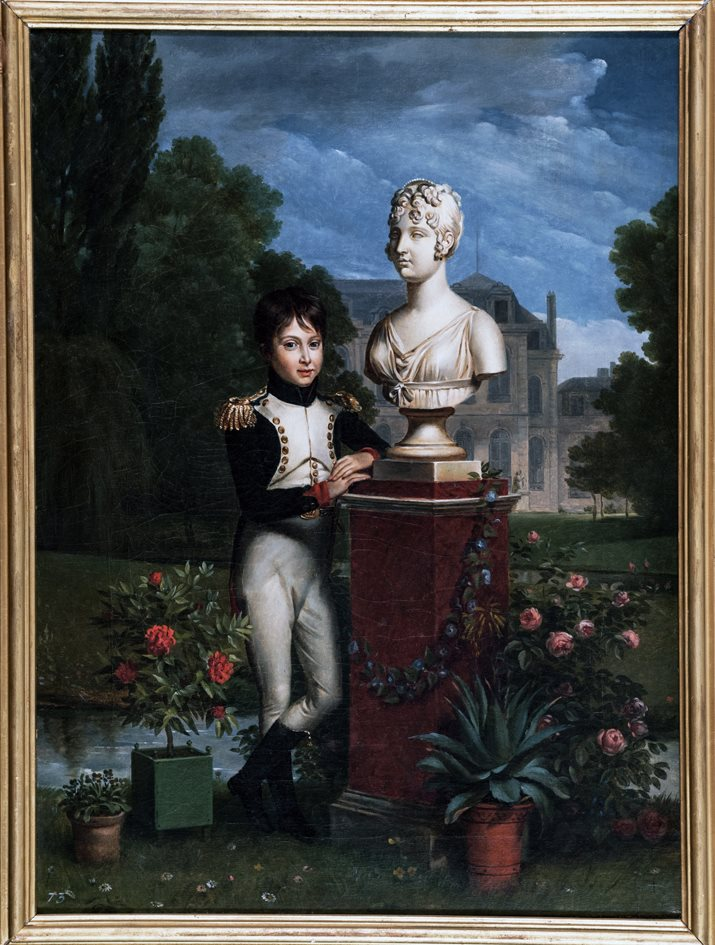
Portrait d'Achille Murat par Benjamin de Rolland en 1811.
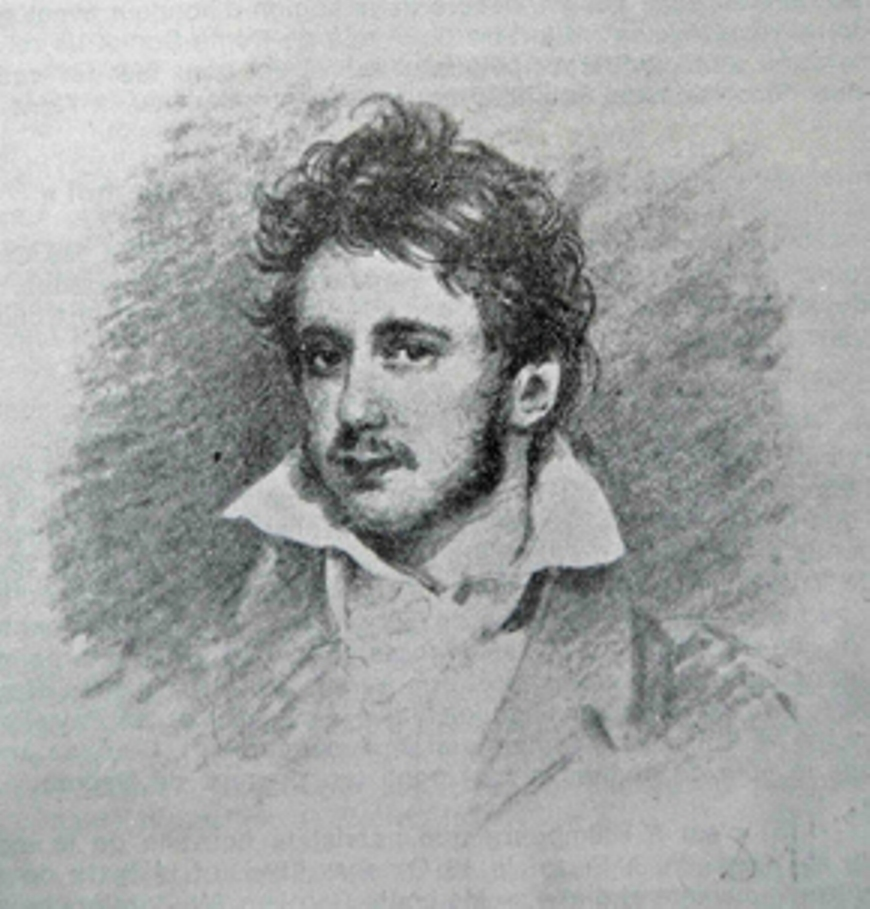
Achille Murat vers 1818.
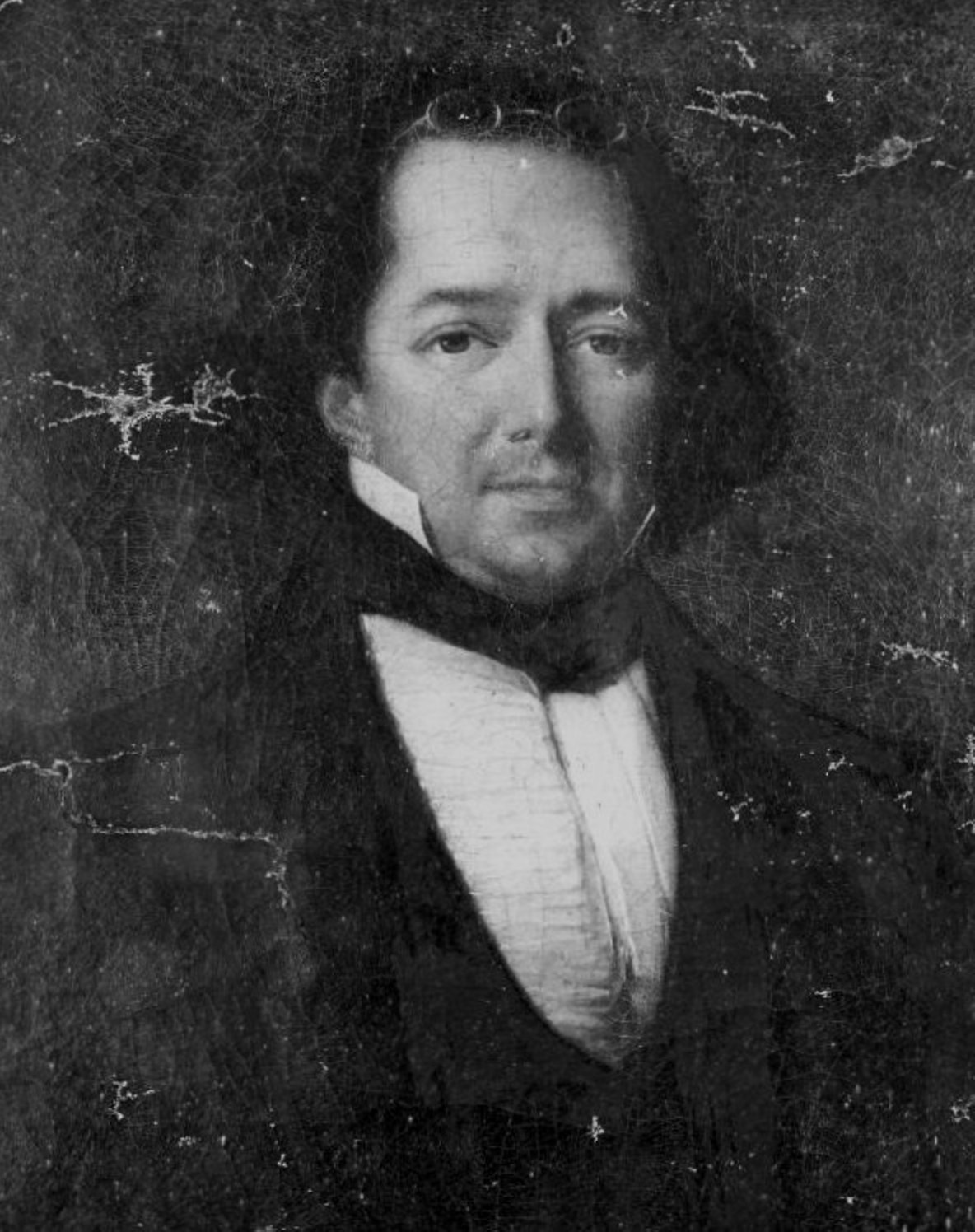
Achille Murat vers 1835.

## Œuvres
- Exposition des Principes du Gouvernement Républicain tel qu'il a été perfectionné en Amérique
- Esquisse morale et politique des États-Unis de l'Amérique du Nord
- La Colonne Vendôme
- Lettres sur les États-Unis